# Остров Блисса
О́стров Бли́сса — остров в Северном Ледовитом океане в составе архипелага Земля Франца-Иосифа. Находится в 65 км к востоку от Земли Георга. Административно относится к Приморскому району Архангельской области России.

## География и климат
Наибольшая ширина острова — 3.2 км, длина побережья — 15.1. Самая высокая точка острова находится на высоте 300 метров над уровнем моря. На западной части острова находится мыс Бересфорда.
Климат арктический. Среднегодовая температура — −20 — −30 °C. Ежегодно выпадает 100—250 мм осадков.

## Расположение
Расположен в центральной части архипелага. Всего в 700 метрах к западу от острова Блисса лежит более крупный остров Притчетта, а в 3 километрах к северо-востоку за проливом Садко расположен остров Брайса.

## Описание
Остров имеет вытянутую форму длиной около 6 километров и шириной около 3 километров. Немногим более половины острова занимают ледники высотой до 300 метров, остальную территорию — скалы и прибрежные галечники.

### Близлежащие малые острова
Всего в 50 метрах от южного окончания острова Блисса — мыса Бересфорда находится небольшой остров Зуб, названный так из-за своей характерной формы.
Остров был назван в честь генерала армии США Таскера Говарда Блисса (1853—1930 годы).